# Колокольня (Спасо-Преображенский монастырь)
Колокольня Спасо-Преображенского монастыря — памятник архитектуры национального значения в Новгород-Северском.

## История
Постановлением Совета Министров УССР от 24.08.1963 № 970 «Про упорядочение дела учёта и охраны памятников архитектуры на территории Украинской ССР» («Про впорядкування справи обліку та охорони пам'ятників архітектури на території Української РСР») присвоен статус памятник архитектуры республиканского значения с охранным № 850/2 под названием Колокольня.
Установлена информационная доска.

## Описание
Входит в комплекс Спасо-Преображенского монастыря и музея-заповедника «Слово о полку Игореве».
Построена в XVI веке как надвратная башня с западной стороны монастырских укреплений. Исходя из оборонных соображений расположена с отступом, благодаря чему перед ней образовалась площадка, окружённая стенами с башнями по сторонам. Была уничтожена в 1605 году. Отстроена в начале XVII века по исконному плану. Верхний ярус опоясывала боевая галерея на консолях, действовал цепной сводный мост (его кованные блоки сохранились в кладке стены) через ров. Шатровый верх в 1-й половине XIX века был заменён на шлемовидный купол. В 1850 году был засыпан ров, а вместо моста появился тротуар.
Архитектура колокольни выполнена в формах барокко и сочетает русские и украинские строительные традиции. Является примером оборонительной башни с сложным объёмно-пространственным решением и своеобразной пластикой.
Каменная, оштукатуренная, побеленная, колокольня. С западной (напольной) представляет собой трехъярусную граненую (восьмерик) башню, с аркой проезда в 1-м ярусе. С восточной (дворовой) стороны восьмерик башни опирается на двухъярусную галерею-аркаду прямоугольную в плане. 1-й ярус галереи состоит из трёх больших арок, 2-й ярус — невысоких 9 арок, стоящих на поясе их 12 арочных ниш. Башню венчает шлемовидный купол с глухим фонариком и куполом с шпилем. Башня стоит на подвале, где сохранились камеры четырёх бойниц, которые изначально были обращены в сторону рва. Также сохранились бойницы в стенах первого яруса башни.
Колокольня реставрирована в период 1981-1985 годы (по другим данным до 1984 года).